# ダニエル・コルネリウス・ダニエルセン

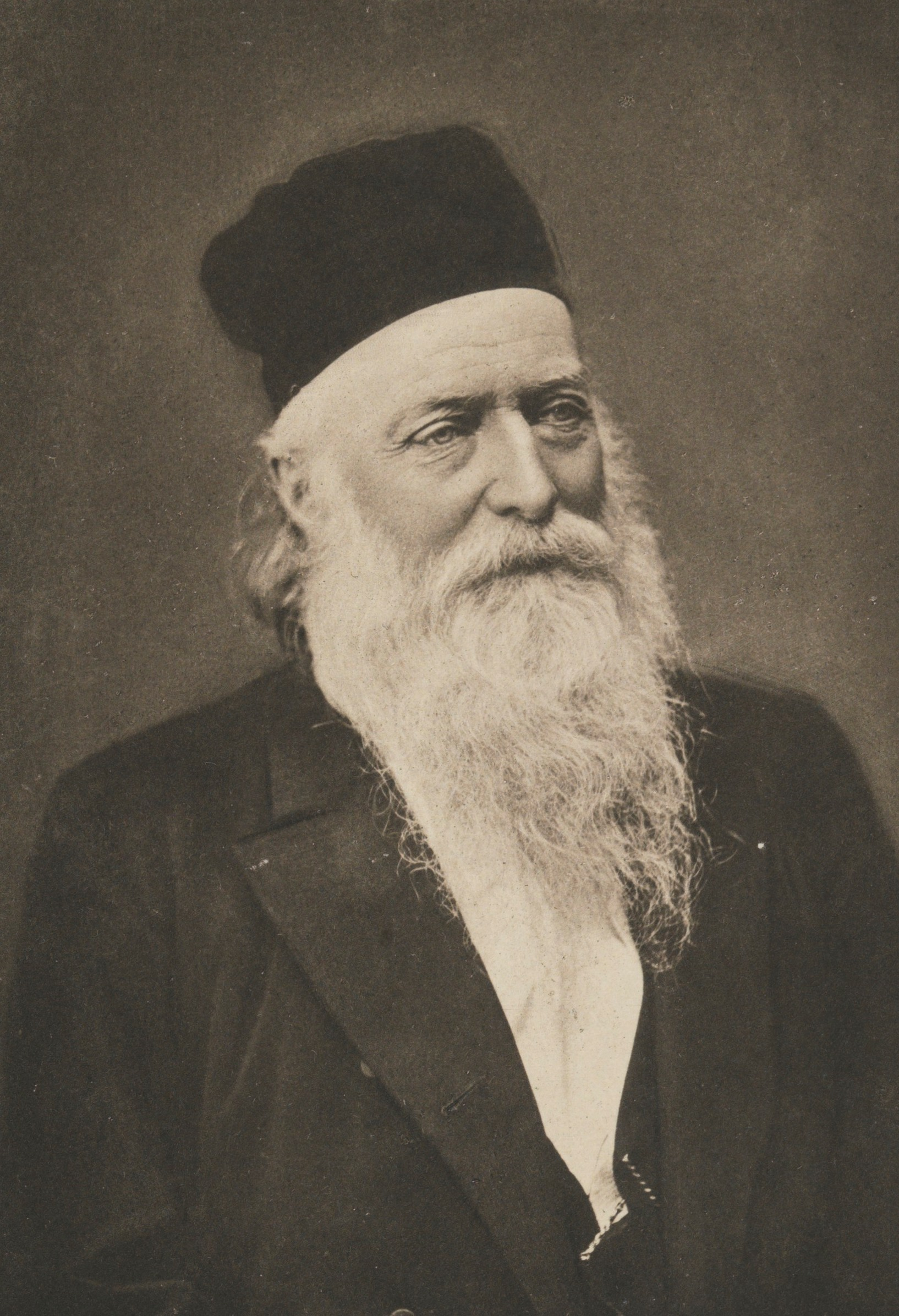
Daniel Cornelius Danielssen

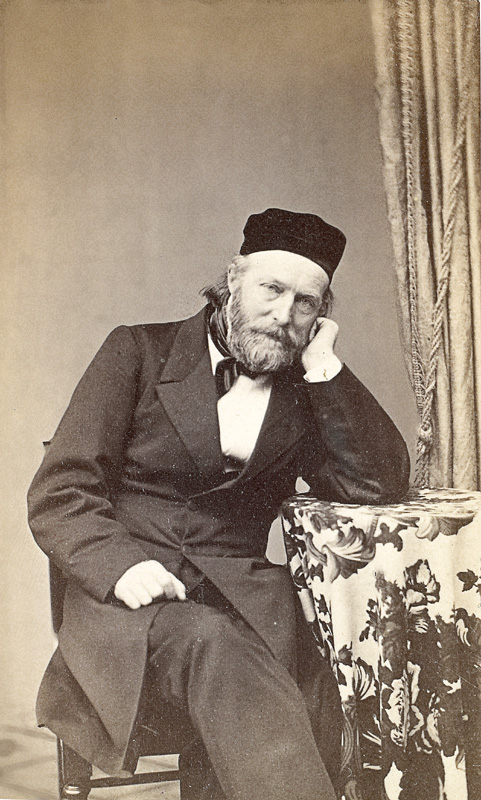
Daniel Cornelius Danielssen

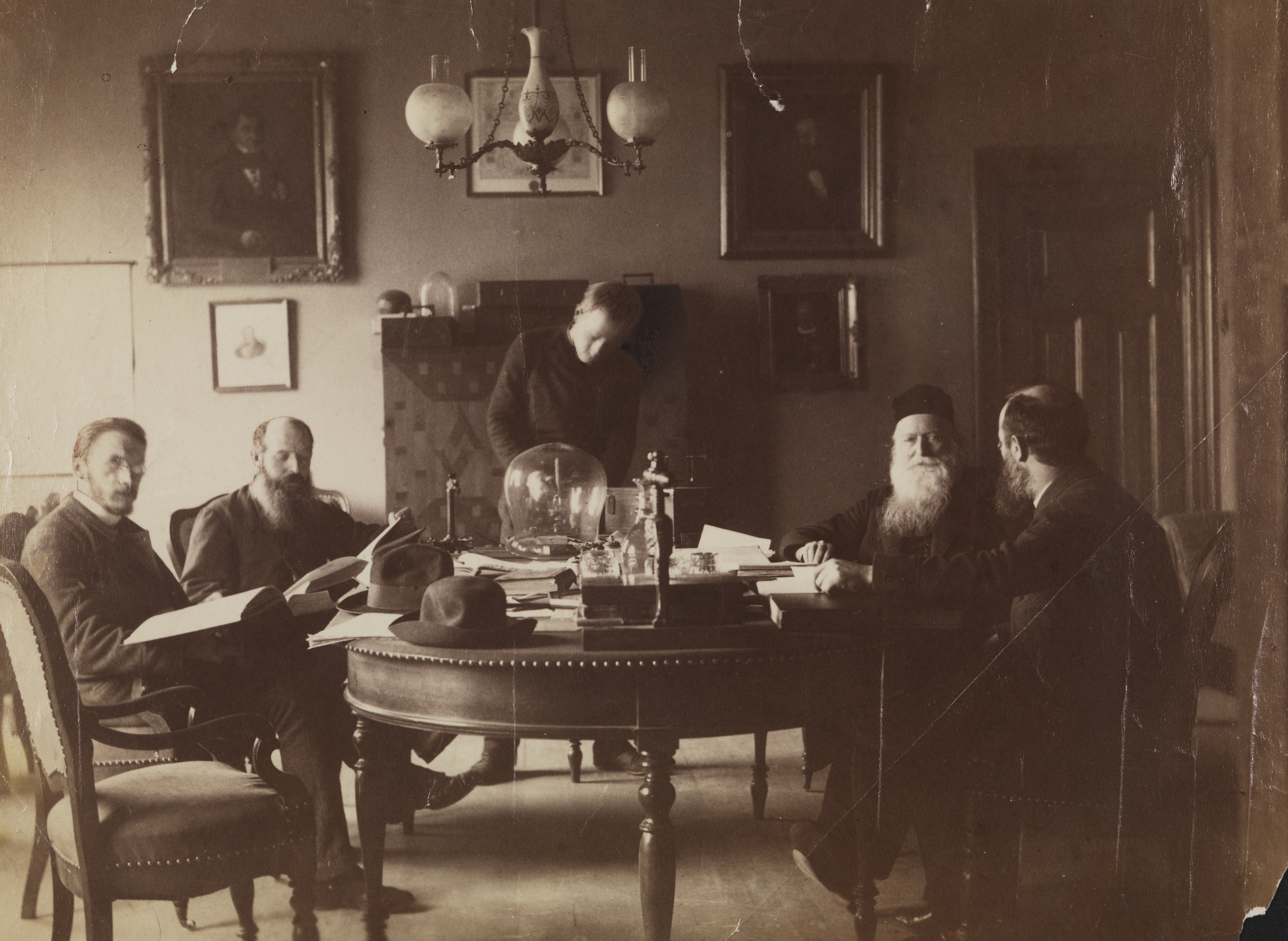
グループ内でのダニエル・コルネリウス＝ダニエルセン。右から2番目。

ダニエル・コルネリウス・ダニエルセン（Daniel Cornelius Danielssen、1815年7月4日 - 1894年7月13日）は、ノルウェーの医師、専門家。動物学者だったこともある。

## 生涯
ベルゲンで生まれる。1839年からGeorge's_Church,_Bergenに所属する。その後、アルマウェル・ハンセンと協力してハンセン病の原因となる細菌を発見し、治療方法の研究に貢献した。
皮膚科医のCarl Wilhelm Boeckとともに著『Om Spedalskhed』を書いた。1876 年から 1878 年にかけて、彼は北方海域へのノルウェー遠征に動物学者として、数年間はSelskabet for de Norske Fiskeriers Fremmeの会長を行った。
1877年からスウェーデン王立科学アカデミーの会員。その後は生地で死去した。